# Кубок России по дзюдо 2022
Кубок России по дзюдо 2022 года прошёл с 9 по 11 декабря в Калининграде во дворце спорта «Янтарный». В соревнованиях приняли участие более 400 спортсменов. В Калининграде Кубок России по дзюдо проходил впервые.

## Медалисты

### Мужчины
| Категория    | Золото                                                     | Серебро                                               | Бронза                                                             |
| ------------ | ---------------------------------------------------------- | ----------------------------------------------------- | ------------------------------------------------------------------ |
| до 60 кг     | Альберт Огузов · Ханты-Мансийский автономный округ — Югра  | Харун Тлишев · Краснодарский край                     | Абу-Муслим Парчиев · Татарстан Егор Цветков · Башкортостан         |
| до 66 кг     | Иван Черных · Санкт-Петербург                              | Геворг Карапетян · Кемеровская область                | Иван Сырцев · Челябинская область Ислам Хаметов · Дагестан         |
| до 73 кг     | Буян-Херел Санаа · Тюменская область                       | Али Турсунов · Москва                                 | Ахмед Дугушев · Чечня Данил Лаврентьев · Курганская область        |
| до 81 кг     | Георгий Елбакиев · Московская область Северная Осетия      | Абдул-Керим Тасуев · Чечня                            | Адам Цечоев · Татарстан Егор Сухопаров · Москва                    |
| до 90 кг     | Алий Датхужев · Адыгея                                     | Артём Устемиров · Самарская область                   | Эльдар Аллахвердиев · Тюменская область Александр Ломакин · Москва |
| до 100 кг    | Дмитрий Довгань · Ханты-Мансийский автономный округ — Югра | Денис Коротаев · Челябинская область                  | Игорь Долганов · Свердловская область Вацилов Давудов · Дагестан   |
| свыше 100 кг | Давид Бабаян · Москва Бурятия                              | Антон Кривобоков · Санкт-Петербург Курганская область | Аслан Джиоев · Мордовия Ислам Акарашев · Москва                    |

### Женщины
| Категория   | Золото                                                | Серебро                                | Бронза                                                                                     |
| ----------- | ----------------------------------------------------- | -------------------------------------- | ------------------------------------------------------------------------------------------ |
| до 48 кг    | Ольга Борисова · Санкт-Петербург                      | Владлена Зерщикова · Санкт-Петербург   | Анастасия Павленко · Самарская область Юлия Семиколенова · Москва                          |
| до 52 кг    | Яна Жилкина · Московская область Владимирская область | Анна Петухова · Московская область     | Мария Ананникова · Оренбургская область Анай Болай · Москва                                |
| до 57 кг    | Анастасия Конкина · Санкт-Петербург Самарская область | Любовь Тимофейчева · Тюменская область | Дилбара Салкарбек · Самарская область Мария Грызлова · Тульская область                    |
| до 63 кг    | Залина Зураева · Московская область Северная Осетия   | Стефания Власова · Самарская область   | Алевтина Гаитова · Челябинская область Екатерина Валькова · Краснодарский край Крым        |
| до 70 кг    | Ксения Задворнова · Татарстан                         | Фируза Азамова · Пермский край         | Тамара Лищенко · Санкт-Петербург Новосибирская область Яна Полякова · Свердловская область |
| до 78 кг    | Антонина Шмелёва · Орловская область Тверская область | Любовь Орлова · Тюменская область      | Регина Арцыбашева · Санкт-Петербург Татьяна Лялина · Москва                                |
| свыше 78 кг | Мария Иванова · Самарская область                     | Альфия Дашкина · Самарская область     | Анастасия Холодилина · Челябинская область Светлана Селезнёва · Москва                     |